# سخنرانی باشگاه مشترک‌المنافع
سخنرانی باشگاه مشترک‌المنافع (Commonwealth Club Address) (۲۳ سپتامبر ۱۹۳۲)، سخنرانی بود که توسط فرماندار نیویورک و کاندیدای دموکرات ریاست جمهوری فرانکلن دلانو روزولت در سانفرانسیسکو در کمپین سال ۱۹۳۲ ریاست جمهوری ارائه گردید. روزولت گفت که عصر رشد و کارآفرینی نامحدود پایان یافته‌است و فردگرایی باید جای خود را به اقدامات جمعی بدهد. اشارات او به هیچ وجه خاص و مشخص نبودند اما به اصلاحات لیبرالی اشاره نمود که در صد روز اول پس از تحلیف او در مارس ۱۹۳۳ ظهور کرد. دانشمندان آن را در میان ۱۰۰ سخنرانی بزرگ یک رئیس‌جمهور در قرن بیستم ارزیابی می‌کنند.

## استدلال روزولت
روزولت در مورد تاریخ طولانی و به جزئیات کوتاه صحبت کرد. او یک بنیاد فلسفی برای نیو دیل و در نهایت برای دومین منشور حقوقی ترسیم کرد، که در طول دوره اداره خود متعهد به دست‌یابی به آن بود. اکثر مورخان آن را در رابطه با محتوای واقعی لیبرالیسم نیو دیل، پیش‌گویانه می‌دانند.
روزولت استدلال کرد، که عصر بزرگ رشد سریع اقتصادی به پایان رسیده‌است. در روزهای که رشد بسیار مهم بود، او پذیرفت که لازم است قدرت سیاسی و اقتصادی به کارآفرینانی که کشور را می‌ساختند، سپرده شود. او گفت: اما دوران رشد اقتصادی به پایان رسیده‌است و کارآفرینان اکنون خطرناک هستند:
کسی که صرفاً کارخانه‌های صنعتی بیشتر می‌سازد، سیستم‌های راه‌آهن بیشتر ایجاد می‌کند، شرکت‌های بیشتر را سازمان می‌دهد، به همان اندازه که یک کمک است، یک خطر احتمالی نیز است. روز ترویج‌کننده بزرگ یا تایتان مالی، که ما به او هر چیزی را اعطا کردیم تا بسازد یا توسعه دهد، به پایان رسیده‌است.
روزولت گفت که رشد بیشتر لازم نیست: «وظیفه ما حالا کشف یا بهره‌برداری منابع طبیعی یا الزاماً تولید کالاهای بیشتر نیست». چیزی که آمریکا بیشتر نیاز دارد، که انجام دهد:
تجارت هوشیارتر و کم‌تر دراماتیک مدیریت منابع و کارخانه‌هایی است، که در حال حاضر در دست داریم، تلاش برای ایجاد مجدد بازارهای خارجی برای تولید مازاد، رفع مشکل مصرف اندک، تنظیم تولید با مصرف، توزیع عادلانه‌تر ثروت و محصولات، انطباق سازمان‌های اقتصادی موجود برای خدمت به مردم. روز مدیریت روشن‌گر فرا رسیده‌است.
بخش‌های از سخنرانی او لحن تیرهٔ داشت: «نگاهی به وضعیت امروز به وضوح نشان می‌دهد که برابری فرصت‌ها آن‌طور که می‌دانستیم دیگر وجود ندارد». «اگر ما هنوز به الیگارشی اقتصادی نرسیدیم، در حال هدایت یک مسیر ثابت به سمت آن هستیم». با این حال، او به اصلاحاتی اشاره کرد، که دنیای بهتری را به ارمغان می‌آورد: «هر انسانی حق زندگی دارد؛ به این معنی است که او هم‌چنین حق دارد زندگی راحتی داشته باشد».
زندگی‌نامه‌نویس فرانک فریدل تأکید می‌کند که روزولت می‌خواست دولت «به عنوان یک تنظیم‌کننده برای منافع عمومی در سیستم اقتصادی موجود عمل کند». روزولت معتقد بود، که فلسفه او با سنت‌های توماس جفرسون و وودرو ویلسون مطابقت دارد، زیرا برای رسیدگی به نظم اقتصادی بسیار پیچیده‌تر و بالغ‌تر اصلاح شده‌است.

## واکنش‌ها
پاسخ مخاطبان ۲۰۰۰ نفری ناهاری و رسانه‌ملی به این سخنرانی ضعیف بود. برخی آن را بیش از حد سوسیالیستی می‌دانستند. دیگران به این نظر بودند، که زیادی آکادمیک است. به‌ویژه به خاطر بخش‌های طولانی آن دربارهٔ درس‌های تاریخ آمریکا و اروپا. روزولت سعی نکرد، مطالب خود را به سخنرانی‌های ساده‌تر تبدیل کند. او به سراغ موضوعات دیگر رفت و از سخنرانی معمولی که در همان شب ایراد کرد، با استقبال هیجان‌انگیزی مواجه شد.
سخنرانی او توسط آدولف آ برل و هم‌سرش بئاتریس که در دفتر مبارزات انتخاباتی روزولت کار می‌کردند، نوشته شده بود.